# Luidia columbia
Luidia columbia is een kamster uit de familie Luidiidae. De wetenschappelijke naam van de soort werd, als Petalaster columbia, in 1840 gepubliceerd door John Edward Gray.

## Synoniemen
- Luidia brevispina Lütken, 1871[1]
- Luidia marginata Koehler, 1911